# Cuito Cuanavale
Cuito Cuanavale ist eine Kleinstadt (Vila) und ein Kreis (Município) in der südostangolanischen Provinz Cuando. International bekannt wurde sie durch die Schlacht bei Cuito Cuanavale vom Frühjahr 1988.

## Geschichte
Anfang 1988 ereigneten sich bei Cuito Cuanavale militärische Operationen, die am 23. März 1988 ihren Abschluss fanden und die als „Schlacht bei Cuito Cuanavale“ bekannt wurden. Die angolanischen MPLA-Regierungstruppen trafen hier mit kubanischer Unterstützung auf die UNITA-Rebellentruppen mit deren Militärunterstützung durch die SADF. Sie wird zu den entscheidenden Schlachten des Angolanischen Bürgerkriegs (1975–2002) gezählt und zudem als einer der Marksteine zur Beendigung der Apartheid in Südafrika angesehen. Die kubanische Botschafterin in Angola, Gisela Garcia Rivera, besuchte Cuito Cuanavale im Februar 2013, anlässlich des 25. Jahrestages der Schlacht. Sie lud Kubaner und Besucher aus aller Welt ein, um hier das Denkmal zu sehen, das zusammen mit einem großen Besucherzentrum zum Gedenken an die Schlacht errichtet wurde. 2014 wurde der Schlacht mit einem Musikfestival gedacht, zu dem sich zahlreiche angolanische Popmusiker auf einem Festivalgelände nahe dem Flughafen hunderten tanzenden Zuschauern präsentierten. 2017 wurde Cuito Cuanavale mit der Bezeichnung "Ort der Befreiung und Unabhängigkeit" als Kandidat für das UNESCO-Welterbe in die Tentativliste von Angola eingetragen.

## Verkehr
Der Flughafen Cuito Cuanavale liegt am westlichen Rand der Stadt.
Die Straße von Kuito über die Provinzhauptstadt Menongue nach Cuito Cuanavale gilt als einzige gute Straßenverbindung der Region (Stand 2012).
Die Provinzregierung richtet auf den Flüssen der Region ein System von Verkehrsschiffen ein, um den unzureichenden regionalen Verkehrsverbindungen zu begegnen. Cuito Cuanavale wird ein Knotenpunkt mehrerer Verbindungen über den Cubango. Auch die Ausbildung der Schiffsleute erfolgt hier.